# Jil Hentschel
Jil Hentschel (* 6. August 1999 in Haan) ist eine deutsche Schauspielerin.

## Leben
Nach der Grundschule war Hentschel im Carpe Diem bei Willich/Düsseldorf, um dort ein Internat zu besuchen. Nach ihrer Schulzeit zog sie nach Düsseldorf und nahm an verschiedenen Castings teil.
Von Januar 2019 bis Mai 2020 war Hentschel in der Rolle der Charlotte Luise Falkenhain in der RTLZwei-Serie Köln 50667 zu sehen. Seit Ende 2021 spielt Hentschel erneut ihre damalige Rolle.
Hentschel lebt in Köln.

## Filmografie
- 2019–2021: Köln 50667 (Fernsehserie, Serienhauptrolle)